# Indoreonectes telanganaensis
Indoreonectes telanganaensis — вид коропоподібних риб родини немахейлових (Nemacheilidae). Описаний у 2020 році.

## Поширення
Ендемік Індії. Описаний із сезонної притоки річки Годаварі в районі Майсамма-Лодді в межах Кавальського заповідника тигрів у штаті Телангана.